# شهرستان گوژن
شهرستان گوژن (به لاتین: Guzhen County) یک منطقهٔ مسکونی در چین است که در بنگبو واقع شده‌است.